# Иртышская линия
Иртышская линия — общее наименование крепостей Сибирской линии, построенных в первой половине XVIII века в период экспансии Российской империи вглубь казахских степей. В её состав входили Ямышевская (1715), Омская (1716), Железинская (1717), Семипалатинская (1718), Усть-Каменогорская (1719—1720), Семиярская[уточнить] (1720) крепости. Общая протяженность линии составляла 920 км (883 версты).
Линия была построена в царствование Елизаветы Петровны (первые пять крепостей были построены при Петре I) вдоль реки Иртыша от Омской крепости на западе (где кончалась Колыванская линия) до Усть-Каменногорской крепости на востоке. Предназначалась для укрепления позиций Российской империи на недавно завоёванных территориях, так и дальнейшей экспансии на территорию Казахского и Джунгарского ханств.
Первые крепости, созданные при Петре, были построены несколькими экспедициями, направленными на поиски месторождений золота. С 1716 года экспедиция под начальством И. Д. Бухгольца заложили ряд крепостей вверх от Омска по реке Иртыш. В 1716 году был основан острог у Ямышевского озера, в 1717 году между Омской крепостью и Ямышевской отряд тарских казаков заложил Железинскую крепость. В 1718 году возник Семипалатинск, в 1720 году — Павлодар и Усть-Каменогорск. Были построены Убинская (1718 год), Полон-Карагайская (1718 год) крепости.
Только в начале 1740-х гг. между крепостями выстроили 7 промежуточных форпостов: Ачаирский, Черлакский, Осморыжский, Чернорецкий, Коряковский, Семиярский и Убинский. Разъезды между опорными пунктами выполнялись крайне редко и не регулярно. По составленному в 1745 году генерал-майором Киндерманом проекту, для устройства линии следовало между существовавшими уже крепостями, удаленными одна от другой на 190—230 вёрст, возвести большие форпосты через каждые 60 вёрст, а между ними малые на расстояниях в 20 вёрст; промежутки должны были охраняться конными разъездами и патрулями. При рассмотрении проекта в сенате были точно определены местоположения всех пунктов линии, причём между некоторыми форпостами были запланированы ещё караульные посты или «избушки». По линии шел почтовый тракт, потому некоторые пункты вместо форпостов назывались «станциями». Только после 1745 года можно говорить о появлении собственно Иртышской укрепленной линии.
В январе 1746 года инженер-подпоручик А. Селиверстов на основании разведки прапорщика Долбилова составил смету Иртышской линии, отказавшись от строительства укреплений севернее Омской крепости. Командующий Сибирским корпусом генерал-майор Х. Х. Киндерман и сибирский губернатор А. И. Сухарев утвердили новую смету в феврале того же года. Сюда вошли 5 крепостей, 7 больших форпостов, 1 Шульбинский завод, 21 малый редут и 37 маяков, всего 71 опорный пункт. Летом 1746 года уже были заложены станцевые (малые) редуты в урочищах: Грачи, Черемховой Забоки, Белого Камня, Глухой Старицы, в Озерках и Уварове. В 1745—1747 гг., по сведениям Павлуцкого, было построено от Омской крепости до Колыванского завода форпостов 10, станций 23, а между ними по 1-2 маяка. Осенью 1747 года строительство Иртышской укрепленной линии практически закончилось. Но развитие её продолжалось.
Состав Иртышской пограничной линии в конце 1747 года (с расположением по линии и расстоянием друг от друга в верстах): (-) крепость Омск, (28) редут Узкая Заостровка, (21,5) форпост Ачаирский, (35,5) редут Изылбажский, (18) редут Солено-поворот, (25) форпост Черлацкий, (27,5) редут Татарский, (25) редут Урлятупский, (29) крепость Железенская, (25,5) редут Пяторыжской, (35) форпост Осморыжской, (31) станция Песчаная, (38) форпост Чернорецкий, (25) редут Черноярский, (25) форпост Корековский, (20) редут Подстепной, (29) крепость Ямышевская, (20,5) редут Черный, (29) редут Лебяжий, (23,5) редут Подпускной, (22) станция Кривая, (26) форпост Семиярский, (12) избушка Семиярская, (12,5) избушка Грача, (30) избушка Черемухова-забока, (19) форпост Долонский, (20) редут под белым камнем, (45) крепость Семипалатинская, (15) редут Талицкий, (18) редут Озерный, (25) завод Шулбинский, (24) станция Пьяноярская, (13) застава Убинская, (22,5) станция Барашкова, (23) форпост Красноярский, (20) избушка Уварова, (-) защита хлебопахатная, (20) крепость Усть-Каменогорская.
В мае 1755 года на Иртышской линии насчитывалось 5 крепостей, 9 форпостов, 23 станца и 35 маяков, всего 72 опорных пункта. Среднее расстояние между ними составило 12 верст. В начале 1762 года количество опорных пунктов увеличилось до 81. Через 30 лет на линии появились новые редуты, выросшие на месте половинных маяков и других населенных пунктов: Покровский (на месте деревни), Атмасский. Башмачный, Бобровский, Качирский, Пресный, Известковый, Старо-Семипалатинский (на месте старой крепости), Григорьевский и Георгиевский. Увеличение количества опорных пунктов повышало эффективность охраны границы, гораздо менее утомляя конные разъездные команды.
В 1763 году командующим Сибирскими линиями был назначен генерал-поручик И. И. Шпрингер. По приказу Екатерины II ему поручалось возвести линию укреплений на Алтае. Местом своего пребывания Шпрингер выбрал Омскую крепость.
Крепости Иртышской линии — Омская (в 1745 и 1768 гг.), Усть-Каменогорская (в 1765 г.), Ямышевская (в 1766—1767 гг.), Семипалатинская (в 1776—1777 гг.) — переносились на новые места и перестраивались. В 1760-х годах линия состояла из 5 крепостей, 15 редутов, 8 форпостов, 1 заставы, 1 защиты, нескольких «избушек», почтовых станций и укреплённого Шульбинского завода. В 1785 году на Иртышской линии числилось 5 крепостей, 12 форпостов, 20 станций и 1 село: Омская крепость, станция Усть-Заостровская, форпост Ачаирский, село Покровское, станция Изылбашская, станция Соляной поворот, форпост Чарлаковский, станция Татарская, станция Урлютюбская, крепость Железинская, станция Пяторыжская, форпост Осьморыжский, станция Песчаная, форпост Чернорецкий, станция Черноярская, форпост Коряковский, станция Подстепная, крепость Ямышевская, станция Чёрная, форпост Лебяжий, станция Подспускная, станция Кривая, форпост Семиярский, станция Грачевская, станция Черемховая Забока, форпост Долонский, станция Белый камень, станция Глуховская, крепость Семипалатная, станция Озерная, форпост Талицкий, форпост Шульбинский, станция Пресноярская, форпост Убинский, станция Барашкова, форпост Красноярский, станция Уваровская, крепость Усть-Каменогорская.
В 1785—1793 годах Иртышскую линию продлили и на юго-восток: к 932 километрам прибавилось ещё около 170 километров Бухтарминской линии.
При крепостях располагались поселения; они обносились оградами, примыкавшими к крепостям. Редуты были квадратными в плане, со сторонами около 20 саженей и незначительными выступами в виде бастионов на углах. Ограда — палисад с ружейной обороной, усиленный с наружной стороны земляным бруствером высотой по грудь, со рвом, рогатками и надолбами впереди. Сообщение с полем осуществлялось через сторожевую башню; внутри строились офицерская светлица, солдатская казарма, провиантский амбар и конюшни. Большие форпосты были по устройству подобны редутам. Станции были также похожи на редуты, но со сторонами в 10 саженей, из угловых выступов два противоположные — в виде бастионов с одним орудием каждый, а два других представляли квадратные бревенчатые оборонительные казармы. На Шульбинском заводе палисад охватывал весь заводский участок и был усилен небольшой крепостцой внутри. В царствование Екатерины II и затем Павла I линия сохранила свое устройство, хотя отдельные пункты её и перемещались на более выгодные позиции, деревянные ограды усиливались земляными присыпками, а в 1774 году был объявлен указ о повсеместном устройстве лишь земляных оград; при этом форпосты и редуты превратились в квадратные земляные укрепления из 4 бастионных фронтов, длиной 15—80 саженей, с брустверами 7 футов высотой. и рвами 6 футов глубиной. В некоторых форпостах земляная ограда охватывала старую деревянную. В конце XVIII века по крепостям стали строить каменные казармы вместо деревянных. Вооружение линии, состоявшее до 1787 года из 54 пушек, 3 единорогов, 5 гаубиц и 7 мортир, было усилено до 113 пушек, 9 единорогов, 6 гаубиц и 15 мортир. Большая часть орудий была сосредоточена в крепостях. В 1803 году, после дальнейшей экспансии российских войск на территорию среднеазиатских ханств, инженерная экспедиция решила, что из крепостей и укреплённых пунктов линии следует сохранить Омскую, Ямышевскую, Семипалатинскую и Усть-Каменногорскую крепости; поддержание же прочих пунктов предоставить заботам местных войсковых начальников, в сообразности с важностью пункта и наличными средствами.